# Clastes
Clastes is een monotypisch geslacht van spinnen uit de  familie van de Sparassidae (jachtkrabspinnen).

## Soort
- Clastes freycineti Walckenaer, 1837